# Маршан, Сьюзан Л.
Сьюзан Л. Маршан (род. 1961) — американский историк интеллектуальной и культурной жизни современной Европы. Она занимает должность профессора европейской интеллектуальной истории в государственном университете Луизианы.

## Биография
После получения степени бакалавра гуманитарных наук в Калифорнийском университете в Беркли Маршан переехала в Чикагский университет, где получила степень магистра, а затем доктора философии. После этого она продолжила свою карьеру в Принстонском университете в качестве ассистента, а затем доцента. После смены места работы на Университет штата Луизианы она работала доцентом и профессором, прежде чем в 2014 году получить звание Бойд профессором, самое высокое в системе Университета штата Луизианы.

### Профессиональная деятельность
Маршан входила в состав многочисленных советов и комитетов. Кроме того она работала в редакционных советах таких журналов как: «История центральной Европы» и «Журнале современной истории», а также в исполнительном совете «Ассоциации немецких исследований». В настоящее время она работает в редакционных советах таких журналов как: «Современная интеллектуальная история», «Журнал искусствоведения», «История Германии». Помимо этого она также выполняла различные обязанности в «Фонде Меллона», «Программе Фулбрайта», «Фонде журналистики Нимана» в Гарвардском университете и многих других. Помимо этого она занимала должности вице-президента и президента «Ассоциации немецких исследований».

### Востоковедческая деятельность
Широко известная критика Эдвардом Саидом ориентализма как евроцентричного в контексте восточных исследований британских и французских колониальных держав, сделала Германию и немецкие исследования в этой области чисто академической системой. Маршан показывает важность и существенную интеллектуальную роль немецких исследований в развитии востоковедения. Помимо этого она также старается дистанцироваться от повсеместного применения методов Мишеля Фуко и противостоящей пары «Европа» и «Восток». В своей книге «Немецкий ориентализм в эпоху империй» Маршан интерпретирует немецкую научную экспертизу Востока, в частности, как независимые попытки найти новое альтернативное объяснение своей интеллектуальной и культурной западной традиции. Именно немецкие востоковеды осмелились принять ранний межкультурный подход и включили свои языковые исследования и знания о Востоке в новое построение истории Европы и человечества в целом. Различная духовная привязка к христианской и классической традиции, их весьма неоднородная политическая принадлежность также отличались от классической модели ориентированной на Древнюю Грецию. Некоторые немецкие востоковеды отвергли ислам как модель именно потому, что она казалась им слишком синкретичной и мультикультурной. Маршан на широком спектре примеров демонстрирует как германские востоковеды из-за их интереса к исламу представляли свой собственный мир и мир в целом в результате отношений, обменных процессов и смешения различных культур, тем самым создав межкультурную парадигму. И последнее, но не менее важное: в ней показаны методы исследования востоковедения, которые в значительной степени схожи построением с современным постимпериалистическим мировоззрением.